# Rodrigo Díaz de Vivar y Mendoza
Rodrigo Díaz de Vivar i Mendoza, I comte del Cid i I marqués del Cenete, va nàixer a Guadalajara cap al 1466 i va morir a València el 22 de febrer de 1523. Era el fill primogènit del Cardenal Mendoza i Mencía de Lemos. El seu títol es valencianitzà com a marqués d'Atzeneta o Azeneta, que és la grafia amb què apareix en les cròniques coetànies.

## Biografia
Va participar en la Guerra de Granada, sota el comandament del seu oncle, el II Comte de Tendilla. Casat amb Leonor de la Cerda en 1493, viuran en secret en el seu castell de Jadraque. Vidu en 1497, anirà a Itàlia, on coneixerà l'arquitectura del Renaixement.
A la seua tornada a Espanya es va tornar a casar amb Maria de Fonseca i Toledo, fent cas omís a la prohibició expressa de la reina Isabel de Castella. Per aquesta raó va estar a la presó fins a la mort de la monarca en 1504, quan Rodrigo va treure a Maria del monestir de las Huelgas per casar-s'hi solemnement el 1506. Aquestos novel·lescos amors amb Maria de Fonseca donaren lloc a cobles que fioren impreses entre 1515 i 1530 a Burgos, Toledo i probablement a València. La seua filla Mencía de Mendoza fou una dona de gran cultura i sensibilitat.
Va fer construir el Castell de La Calahorra, a La Calahorra, Granada, obra de Lorenzo Vázquez, una de les primeres mostres del Renaixement a la Península. Prompte va deixar el palau-castell pels seus dominis del Regne de valència, concretament Aiora i la baronia d'Alberic, degut a l'enfrontament amb el seu oncle, el comte de Tendilla, ja que Rodrigo fou partidari de Felip el Bell i Íñigo de Ferran el Catòlic.
Es va traslladar definitivament a València, quan el seu germà, Diego Hurtado de Mendoza y Lemos, fou nomenat virrei. Participà política i militarment contra la revolta de les Germanies, mostrant grans dots diplomàtiques que permeteren que continuara vivint a València després de la derrota inicial del seu germà.
Amb un temperament viu i violent, va tindre una vida inquieta i turbulenta, d'educació refinada i culta va tindre, com tots els Mendoza, una gran biblioteca. La seua tercera filla María es casà amb el comte de Saldaña, Diego Hurtado de Mendoza, promogènit del Duc del Infantado, unint-se així el marquesat de Cenete a la casa del Infantado. Està soterrat a la Capella dels Reis del Convent de Sant Doménec de València, amb un gran sepulcre renaixentista italià, manat a fer per la seua filla Mencía, la qual reposa als peus d'aquest.

## Núpcies i descendents

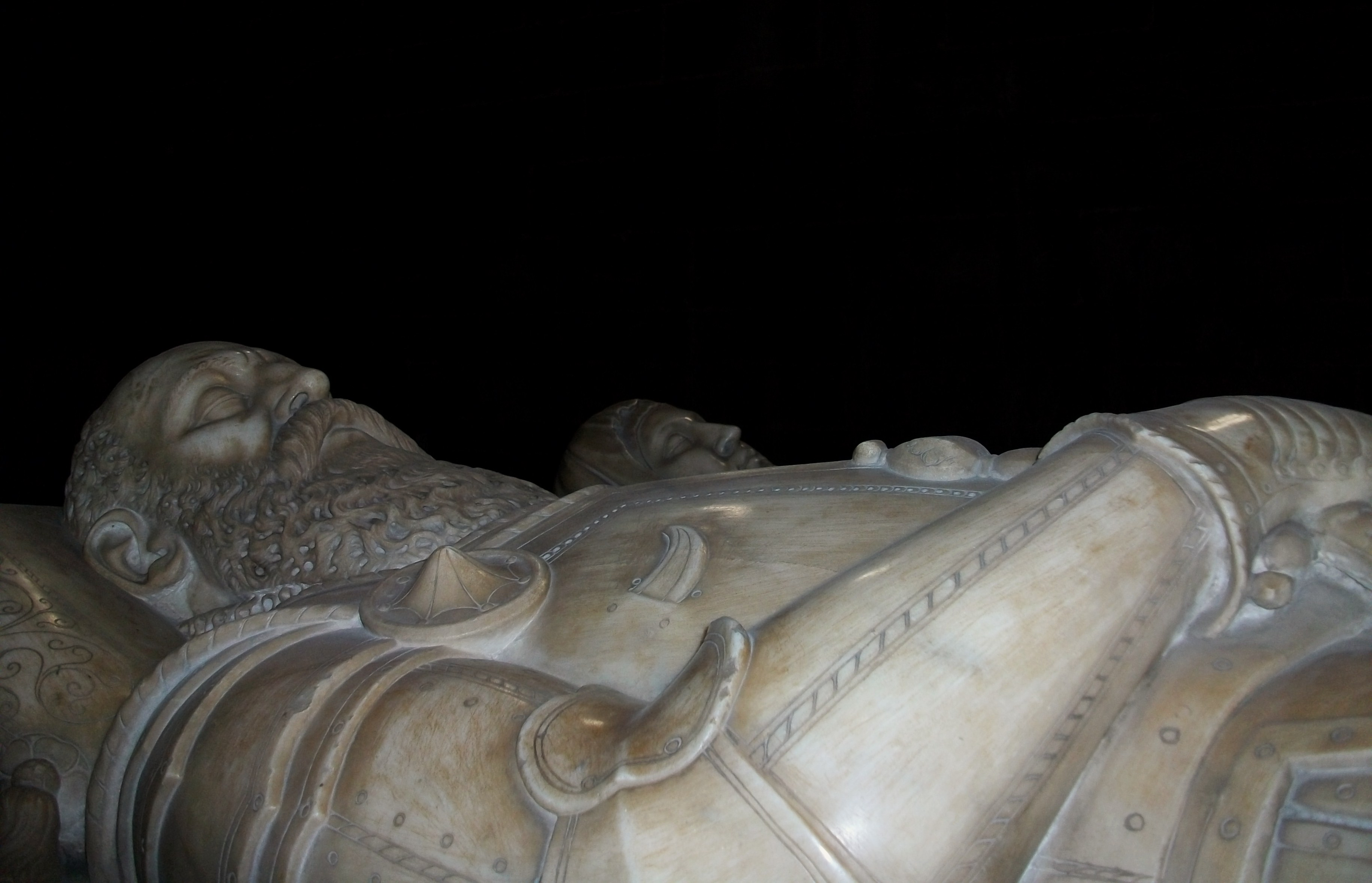
Detall del sepulcre dels Marquesos de Cenete, Convent de Sant Doménec

Es va casar amb Leonor de la Cerda de Aragón y Navarra, neta del príncep de Viana, (1472-1497) l'any 1493, amb qui tingué:
- Luis (c. 1496 - 1497), mort infant.

Després de quedar-se vidu, el 1506, s'uní a Maria de Fonseca, amb la qual van tenir:
- Mencía, II marquesa de Cenete, (1508-1554)
- Catalina, (ca. 1510-1554)
- Maria de Mendoza, III marquesa de Cenete (ca. 1510- d. 1554), casada amb Diego Mendoza y Aragón (1520-1566)